# Gevelinghausen
Gevelinghausen ist ein Stadtteil der Stadt Olsberg im Hochsauerlandkreis. Ende 2022 hatte Gevelinghausen 576 Einwohner.

## Geographie
Gevelinghausen liegt an einem Sattel zwischen Elpetal im Westen und Ruhrtal im Osten. Der Ort hat eine Höhe von etwa 380 bis 410 m und ist von Bergen mit einer Höhe von bis zu 700 m umgeben.

## Geschichte

Wappen von Gevelinghausen

Durch einen Zufall wurde 1961 ein 36,2 cm hoher Bronzekrug aus dem 8. Jahrhundert v. Chr. entdeckt, der im 5. Jahrhundert v. Chr. als Urne verwendet wurde. Er gilt als eines der bedeutendsten Bronzegefäße nördlich der Alpen. Das auch als Amphore bezeichnete Gefäß gehört zu der von dem Prähistoriker Albrecht Jockenhövel beschriebenen Gruppe „Gevelinghausen-Vejo-Seddin“. Das aufwendig restaurierte Original befindet sich im LWL-Museum für Archäologie in Herne.
Der heutige Ort Gevelinghausen entstand aus einer Siedlung, die zum Gut und späteren Schloss Gevelinghausen gehörte. Erstmals erwähnt wurde der Ort 1277. Im Jahr 1299 tauschte Graf Ludwig von Arnsberg Gevelinghausen mit Gut Ostwig, das er von der Äbtissin des Stifts Meschede erhielt. Hermann III. von Gevelinghausen begab sich 1371 nach dem Übergang der Grafschaft Arnsberg an das Erzbistum Köln in den Schutz der Erzbischöfe.
Im Jahr 1562 wurde die Wassermühle in Gevelinghausen erstmals erwähnt. Die Schlosskapelle wurde 1543/44 erstmals genannt. Im Dreißigjährigen Krieg wurde das befestigte Gut kaum beschädigt, der Ort jedoch bis auf zwei Höfe vollständig zerstört.

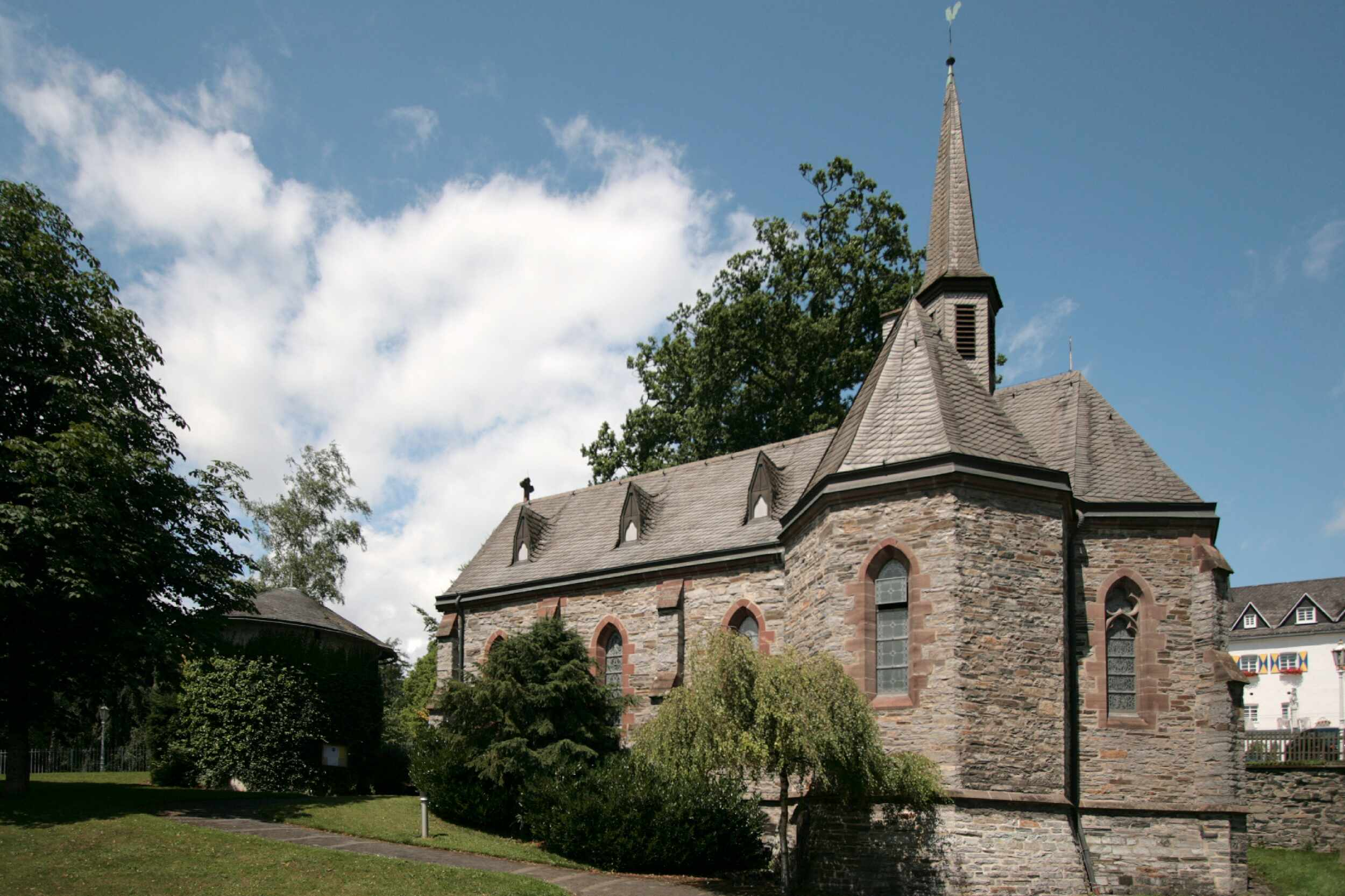
Kapelle Gevelinghausen

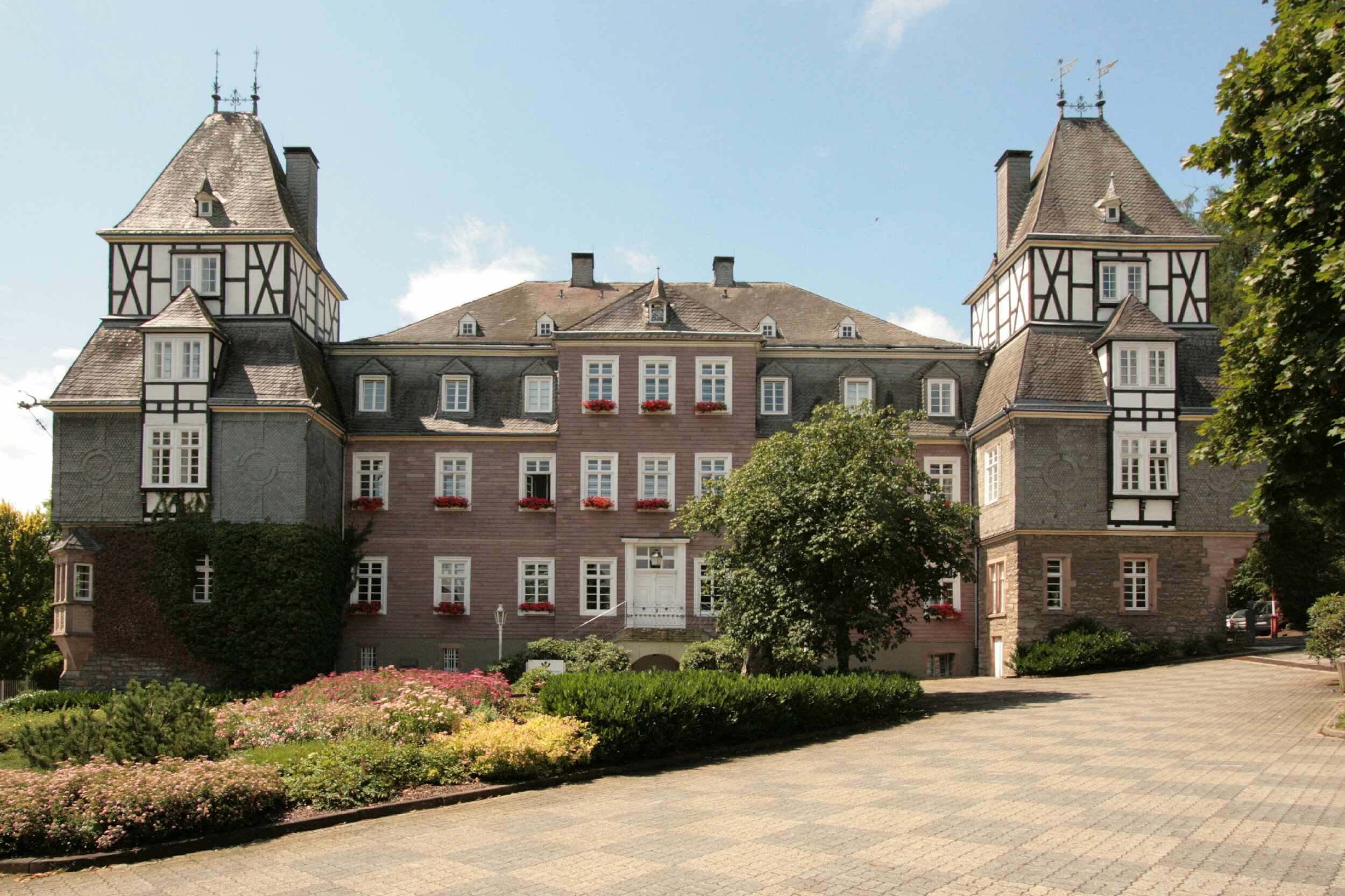
Schloss Gevelinghausen

Im Jahr 1632 wurde eine neue Schlosskapelle erbaut, am 15. Juli 1633 wurde sie Maria Magdalena geweiht. Erweitert wurde die Kapelle 1879 (Chor und Querschiff) und 1899 (Neubau des Langschiffs). Das Gebäude hatte nun eine Länge von 21 Metern. 1990 konnte die Orgel saniert werden. Für die Bewohner des Ortes diente die Kapelle als Pfarrkapelle.
Zwischen 1658 und 1796 war das Gut im Besitz der Freiherren von Siegen. Danach wurde es zusammen mit Wiggeringhausen an Simon August Freiherr von Wendt-Papenhausen verkauft. Er war der Schwiegervater von Werner-Constantin von Droste zu Hülshoff, dessen Schwester, die Dichterin Annette von Droste-Hülshoff, Gevelinghausen besuchte.
Erst nach 1821 wurde aus den bisher den Gut gehörenden Höfen Erbpachthöfe, die seit der Mitte des 19. Jahrhunderts in den vollständigen Besitz der Bauern übergingen.
Die Familie Wendt zog nach dem Erwerb des Gutes Schellenstein ins benachbarte Bigge. Das Schloss in Gevelinghausen blieb bis 1867 unbewohnt.
Der Ort wurde etwa 1865 aus der Gemeinde Velmede ausgegliedert und somit eine eigenständige Gemeinde.
Am 1. Juli 1969 wurde Gevelinghausen Teil der Stadt Olsberg.

### Entwicklung im 20. Jahrhundert
Im Jahr 1908 erfolgte der Anschluss an das Stromnetz und 1911 wurde ein eigener Friedhof eingerichtet.
Der Plan von Karl Josef Freiherr von Wendt, mit dem Sauerlandring eine internationale Rennstrecke zu bauen, scheiterte am Einspruch der Landesregierung. Stattdessen begann von Wendt mit dem Ausbau der touristischen Infrastruktur. Dazu gehörte 1972 insbesondere die Gründung des Freizeitparkes Fort Fun, dessen Gelände bis zur kommunalen Neugliederung zu Gevelinghausen gehörte. Am 1. Januar 1975 wurde der Ort nach Olsberg eingemeindet. (§ 14 Sauerland/Paderborn-Gesetz) Nach dem Jahr 1985 wurde nach Insolvenz des Freiherrn von Wendt das Schloss umgebaut und teilweise in ein Hotel und eine Akademie für Arbeitsschutz umgewandelt.

## Einrichtungen
Im Ort existieren ein kleines Heimatmuseum des örtlichen Heimatvereins und ein privates Afrikamuseum.